# (4874) Burke
(4874) Burke es un asteroide perteneciente al cinturón de asteroides, descubierto el 12 de enero de 1991 por Eleanor F. Helin desde el Observatorio del Monte Palomar, Estados Unidos.

## Designación y nombre
Designado provisionalmente como 1991 AW. Fue nombrado Burke en honor a James D. Burke por su jubilación del Jet Propulsion Laboratory. Trabajó como gerente del proyecto Ranger, la primera misión estadounidense a la Luna, y como gerente de estudios técnicos avanzados.

## Características orbitales
Burke está situado a una distancia media del Sol de 2,603 ua, pudiendo alejarse hasta 2,922 ua y acercarse hasta 2,283 ua. Su excentricidad es 0,122 y la inclinación orbital 14,65 grados. Emplea 1534 días en completar una órbita alrededor del Sol.

## Características físicas
La magnitud absoluta de Burke es 12,2. Tiene 9,287 km de diámetro y su albedo se estima en 0,296.